# Estados ucranianos

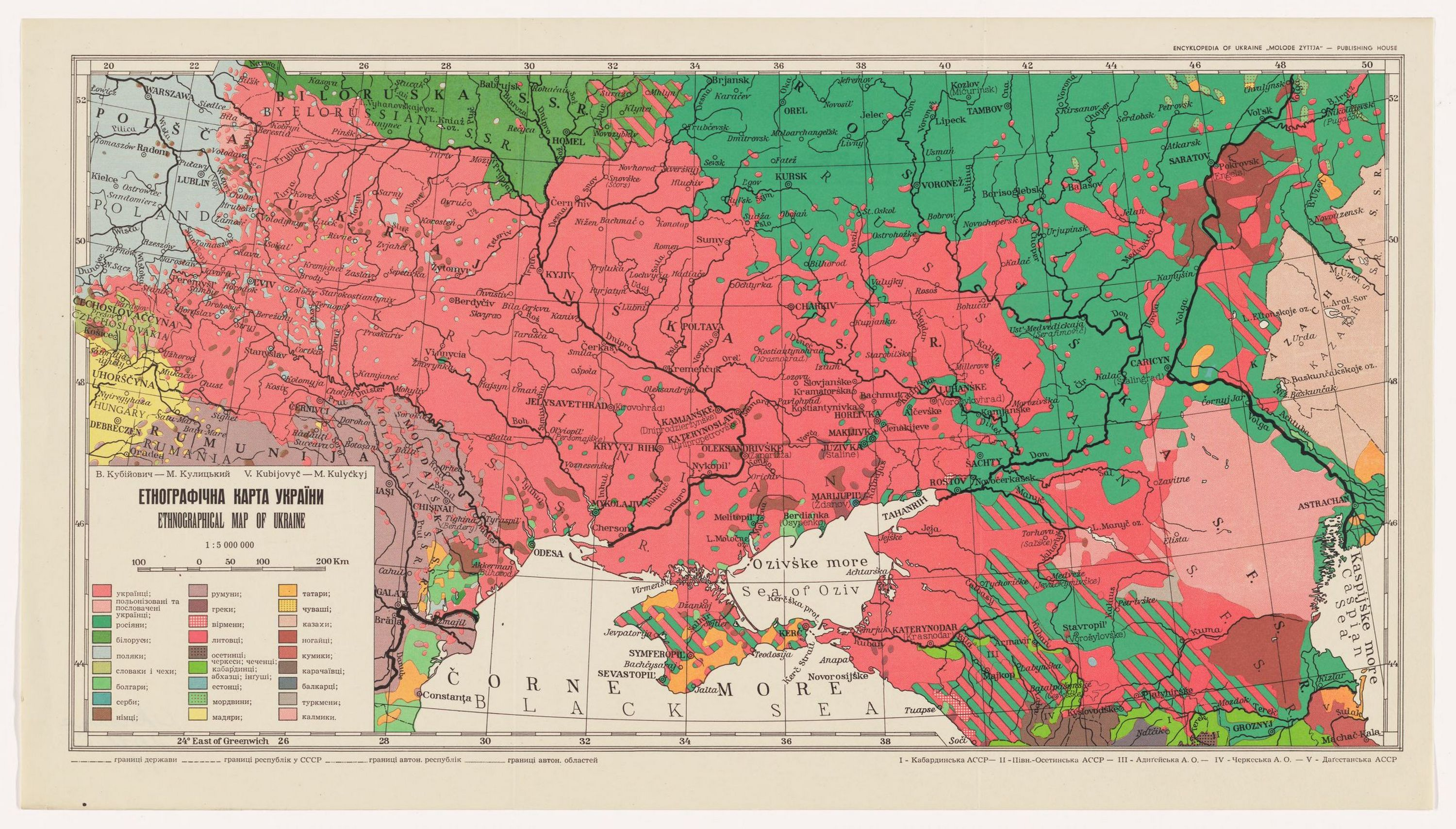
Mapa étnico de principios del siglo. En rojo se representan las zonas habitadas por ucranianos.

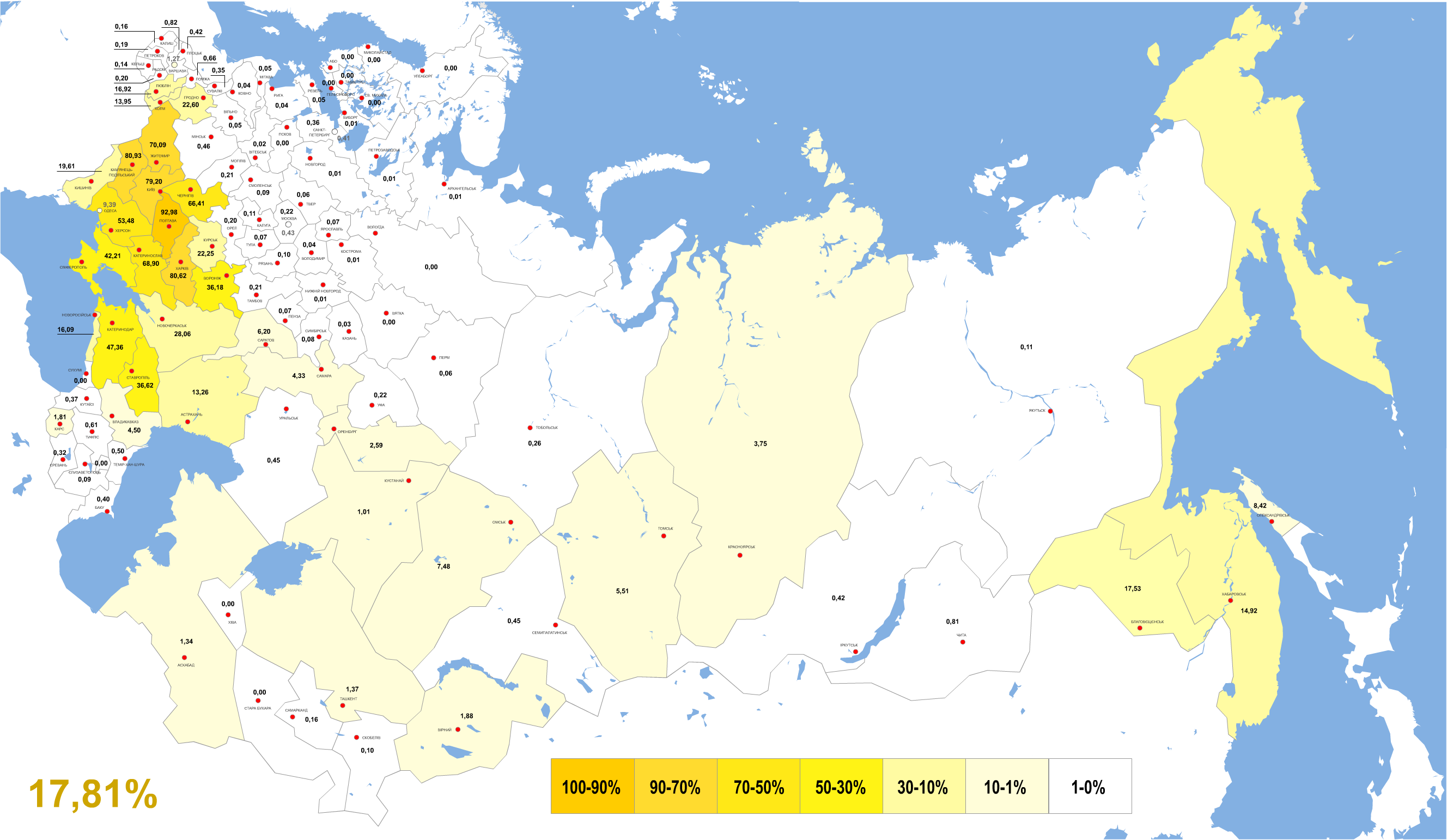
Hablantes del ucraniano en el Imperio ruso, 1897.

Los Estados ucranianos de época moderna fueron un grupo de estados que surgieron a raíz de la caída del Imperio ruso y la consiguiente Guerra de independencia de Ucrania entre los años 1917 y 1922. Carecieron de estabilidad política o territorial de largos períodos de tiempo debido a las constantes guerras con otros estados. Como resultado de la guerra de independencia, todos los Estados ucranianos desaparecieron y la Unión Soviética asignó un pequeño territorio a la RSS de Ucrania que corresponde con el territorio actual de Ucrania a excepción de la región de la RPUO y Crimea.

## Estados

### República Popular Ucraniana
Surgida después de la revolución rusa, que nominalmente se divide en dos períodos, La Rada Central Ucraniana y el Directorio de Ucrania, esta última dirigida por Symon Petliura con Volodýmyr Vynnychenko como presidente, con el intermedio del Hetmanato dirigido por el hetman Pavló Skoropadski (1918). En el transcurso de la Guerra ucraniano-soviética, que forma parte de la Guerra de independencia de Ucrania, tuvo que defender su independencia frente a la Rusia Soviética.

#### Rada Central Ucraniana
La Rada Central Ucraniana se estableció en Kiev poco después de la Revolución de Febrero, el 17 de marzo de 1917 a instancias de la Sociedad Ucraniana Progresista con la participación de otros partidos políticos ucranianos, organizaciones civiles y profesionales. Fundamentalmente, era una coalición de partidos de izquierda —de la que no formaban parte los bolcheviques— que aspiraba a poner en marcha cambios políticos y económicos radicales y a dotar a Ucrania de cierta autonomía o, incluso, de convertirla en un Estado independiente. En efecto, durante el resto del año, la Rada fue abogando cada vez más por la independencia. Carecía, sin embargo, de Administración propia. Fue uno de los tres organismos creados con la caída de la monarquía, junto con el Comité Ejecutivo del Consejo de Organizaciones Cívicas Unidas (IKSOOO, creado el 13 de marzo), principal sostén local de la autoridad del nuevo Gobierno provisional, y los sóviets. La Rada concentró, a diferencia de estos dos, a los nacionalistas ucranianos. La cooperación inicial entre los tres dio paso paulatinamente a la competición por el poder en la región. La radicalización de la Rada y su creciente oposición al Gobierno provisional se debieron a que pronto tomaron control de ella elementos radicales, nacionalistas y socialistas, llegados del frente y del exilio.

#### Directorio de Ucrania
Fue el Gobierno de la República Popular Ucraniana, formado en noviembre de 1918, que se sublevó contra el Hetmanato de Pavló Skoropadski. Se considera que funcionó entre el 14 de diciembre de 1918 y el 13 de noviembre de 1920 cuando uno de sus miembros, Simon Petliura, recibió poderes dictatoriales.

### República Popular Ucraniana Occidental
El 18 de octubre de 1918, los diputados ucranianos de las Cortes austrohúngaras y de las dietas provinciales y representantes de los principales partidos ucranianos junto con algunos dirigentes religiosos crearon el Consejo Nacional Ucraniano en Leópolis. Yevguén Petrushévich fue elegido presidente. El consejo proclamó la creación de una unidad territorial ucraniana dentro del Imperio austrohúngaro y comenzó a negociar con el Gobierno imperial de Viena. La noche del 31 de octubre, sin embargo, un grupo de militares ucranianos tomó el control de Leópolis. Al día siguiente, 1 de noviembre, el consejo proclamó la República Popular Ucraniana Occidental el nombre se adoptó una semana más tarde de la proclamación de independencia. El último gobernador austrohúngaro, presionado por las tropas ucranianas, entregó la sede del Gobierno regional al consejo nacional. La república reclamó para sí la soberanía de la antigua Galitzia austrohúngara al este del río San además de la región lemko, el norte de la Rutenia subcarpática y el de Bucovina, zonas todas ellas con población de lengua ucraniana. En la práctica, la nueva república únicamente controló la Galitzia oriental: Rumanía tomó pronto el control de toda la Bucovina y Rutenia se mantuvo bajo dominio húngaro hasta su inclusión en la nueva Checoslovaquia.
Poco después de proclamarse la independencia de la república del Imperio austrohúngaro, se produjo un levantamiento popular en la ciudad de Leópolis, mayoritariamente polaca Polonia reclamaba la soberanía de toda Galitzia y la mayoría de la población urbana de la región era efectivamente polaca. Pocas semanas después, la insurrección polaca de Leópolis recibió apoyo de Polonia. La noche del 21 de noviembre, los insurrectos polacos expulsaron por fin de la ciudad a las tropas ucranianas. El conflicto se convirtió en una guerra entre la república ucraniana y Polonia. El Gobierno ucraniano se trasladó primero a Ternópil y luego a Ivano-Frankivsk.

### II Hetmanato
fue el nombre del Estado ucraniano durante ocho meses de 1918. Establecido mediante un golpe de Estado que contó con el apoyo de las Potencias Centrales el 29 de abril de 1918, puso fin al gobierno de la Rada Central y sustituyó a la República Popular Ucraniana, que quedó abolida. El poder político, tutelado por las potencias ocupantes, quedó concentrado en el hetman Pavló Skoropadski, que gozó de poderes dictatoriales. Desapareció el 14 de diciembre del mismo año con la restauración de la república popular por el nuevo directorio.
Debido a que la Rada Central se había demostrado incapaz de imponer el orden y poner fin a la condición caótica en que se encontraba Ucrania en la primavera de 1918, rápidamente perdió la confianza de la clases sociales más favorecidas. Igualmente, dejaron de confiar en los Imperios Centrales. El principal interés de estos residía en la obtención de alimentos, que la Rada se mostró incapaz de entregar en las cantidades esperadas. El derrocamiento de la Rada y la creación del Hetmanato fue fruto de la incapacidad alemana para lograr de otra manera la explotación del país. Si bien ambos Gobiernos dependieron del respaldo alemán, la Rada fue más independiente y popular que su sucesor, aunque menos eficaz en la administración del territorio.

### República de Jolodnoyarsk
Fue autoproclamada como formación estatal en las tierras de la República Popular Ucraniana, en el uyezd de Chiguirín de la Gobernación de Kiev (ahora raión de Chiguirín de la óblast de Cherkasy), en el área del bosque Jolodny Yar, con la capital en el pueblo de Melnyký. Durante la era soviética, la historia de esta entidad y sus figuras fue silenciada o distorsionada, porque, según muchos investigadores, podría conducir a un aumento indeseable desde el punto de vista de las autoridades soviéticas.
En 1922, el Monasterio ortodoxo de Motroninsky se convirtió en el centro del movimiento insurgente ucraniano contra los invasores (ocupantes alemanes e invasores rusos "blancos" y "rojos" ), liderados por los hermanos Chuchupak. 
En relación con el golpe, los residentes de la aldea de Melnyký, a pedido del abad para proteger el monasterio del robo, se creó una unidad de autodefensa del monasterio de Motroninsky bajo el liderazgo de Oleksa Chuchupak. El destacamento consistió en 22 personas. 
Más tarde, en 1919, el destacamento se convirtió en un regimiento, y Vasyl Chuchupak fue elegido comandante del regimiento (antes de eso era un alférez del Ejército Imperial Ruso, e incluso antes maestro de pueblo). Su hermano Petró Chuchupak se convirtió en jefe de personal del regimiento. Durante la ocupación de Ucrania por el Ejército de Voluntarios de Antón Denikin, el regimiento participó en su expulsión de Cherkasy. El regimiento se reponía constantemente, su número llegó a 2.000 personas. 
Posteriormente, se formó la República de Jolodnoyarsk, cuyo territorio cubría más de 25 aldeas circundantes y tenía alrededor de 15.000 campesinos insurgentes, cuyos soldados se llamaban cosacos y sus comandantes Hetmans (en memoria de la tradición militar de los cosacos).

## Colonias
Las colonias ucranianas fueron regiones donde como resultado masivo de migración ucraniana durante el período del Imperio ruso, se formaron comunidades de habitantes ucranianos con una importante minoría o una mayoría, estas eran, Ucrania Verde, Ucrania Gris, Ucrania Amarilla y Ucrania Frambuesa.[cita requerida]
Si bien no fueron establecidas como estados independientes, las comunidades tenían un movimiento efímero a favor de la independencia de la República Popular Ucraniana, a excepción de Ucrania Amarilla, que contaba solo con una minoría de habitantes ucranianos, la región Ucrania Frambuesa por otro lado estaba directamente reclamada por la República Popular Ucraniana, ya que el 60% de la población era ucraniana.
No se sabe cuándo desaparecieron exactamente estas colonias, por lo que pueden haber existido de forma mucha más longeva que los estados ucranianos, desapareciendo en 1932 a causa del Holodomor cuando la mayor parte de la población ucraniana en la Unión Soviética fue erradicada. La población restante tras el Holodomor fue reposicionada artificialmente a regiones como Siberia, y la población que quedó en las regiones de las colonias fue perdiendo con el paso del tiempo su autoidentificación ucraniana.

### Ucrania Verde
Ucrania Verde fue un área de territorio colonizada por ucranianos que formaba parte del Lejano Oriente ruso. Fue nombrada así de manera popular por los propios colonos ucranianos. El territorio consistía en más de un millón de kilómetros cuadrados y albergaba a una población de aproximadamente 3,1 millones de personas en 1958. La población ucraniana en 1897 ascendía al 15% de la población del Óblast de Primorie.
La Ucrania Verde se convirtió en parte del Imperio Ruso mucho después de Siberia y otras regiones del Lejano Oriente. El primer intento de colonizar la región datan de mediados del siglo XVII, cuando Yeroféi Jabárov fundó el Fuerte "Albazin" en el río Amur. Desde aquella época, constantes escaramuzas tuvieron lugar contra el pueblo manchú de la vecina China. En 1689, China y Rusia firmaron el Tratado de Nérchinsk, que garantizaba el control ruso sobre determinados territorios.

### Ucrania Gris
Los ucranianos aparecieron por primera vez en Siberia occidental como parte de los destacamentos de Yermak Tymofiyovych: «Cherkasy» (como se llamaba a los cosacos ucranianos en ese momento) fueron mencionados entre los miembros de la expedición militar. Uno de ellos fue el famoso Cherkasy Alexandrov, participante en la campaña de Yermak y la embajada en Iván el Terrible, y desde 1598 Atamán de los tártaros de caballería de Tobolsk.
Desde las primeras décadas después de la anexión de Siberia por los moscovitas, los ucranianos fueron reclutados para servir en las guarniciones de ocupación siberianas. Probablemente, también formaron parte de los destacamentos que llegaron por primera vez al territorio de la moderna región de Novosibirsk en el mismo 1598. Más tarde, a principios del siglo XVII, se fundaron las cárceles de Barabinsky y Ubynsky.
En 1770, 138 cosacos fueron deportados a Siberia por a Omsk, y luego se alistaron como cosacos de línea y se asentaron en las líneas de Ishim y Presnogorsk (en particular, en la fortaleza de San Petra).

### Ucrania Frambuesa
Se formó en el período comprendido entre finales del siglo XVIII y finales del siglo XIX debido al reasentamiento de los primeros Cosacos zaporozhianos y posteriormente por campesinos ucranianos. Después de la destrucción del Sich de Zaporozhia los cosacos desaparecieron. Pero en relación con el estallido de la guerra entre el Imperio ruso y el Imperio otomano, liderado por parte de los cosacos, el gobierno imperial por iniciativa de Grigory Potemkin se organizó a principios de 1787 con el resto de los cosacos llamado Ejército de Cosacos Fieles, que pronto tomó parte en la Guerra ruso-turca junto con el ejército ruso.
En 1788 pasó a llamarse Ejército del Cosaco del Mar Negro . Los cosacos del Mar Negro fundaron 40 aldeas en Kuban y les dieron los mismos nombres que las aldeas del Sich de Zaporozhia . En los años siguientes, parte de los antiguos cosacos fueron reubicados allí, quienes luego de la destrucción del Sich se asentaron en las regiones de Yekaterinoslav y Jersón.
Los colonos, sin embargo, se consideraban a sí mismos ucranianos y en algunos lugares conservaron el idioma de sus antepasados, el folklore y las tradiciones del Sich (elección de ciertos cargos, etc.). Según los censos de la década de 1930, se identificó con el pueblo ucraniano un 62 % de la población del territorio de Krasnodar, pero luego debido al Holodomor y la rusificación, aumentó la proporción de residentes con autoidentificación rusa. Ahora el 82 % del territorio de Krasnodar se consideran rusos, muchos de los cuales todavía hablan los dialectos de la región de Dnieper (conocidos como "Balachka" ) y se refieren al grupo subétnico informal de los cosacos de Kubán.

### Ucrania Amarilla
En las regiones del Volga hay una densa red de asentamientos que fueron colonizados y fundados por ucranianos, principalmente en Astracán, Volgogrado, Saratov y Samara. La población de estas regiones es mixta, generalmente dominada por los rusos, pero hay una serie de distritos y asentamientos en los que los ucranianos, dado el asentamiento concentrado, forman una mayoría local en comparación con otras nacionalidades, incluso hay zonas rurales puramente ucranianas. Los distritos rurales mixtos ruso-ucranianos también están muy extendidos.

## Movimientos por la independencia posteriores
Pese a la derrota de la República Popular Ucraniana por la independencia y la victoria la URSS, años después seguía habiendo movimientos por su independencia:

### Organización de Nacionalistas Ucranianos
La Organización de Nacionalistas Ucranianos u OUN fue un movimiento político ucraniano fundado en 1929 por Yevguén Konovalets en la Polonia de antes de la Segunda Guerra Mundial, que en 1942 formó su rama militar, el Ejército Insurgente Ucraniano, la mayor agrupación militar ucraniana de la época. La OUN comenzó inmediatamente a luchar por su proyecto de crear un Estado independiente ucraniano que los defendiera de las represiones y explotación por las autoridades polacas. Pronto se erigió como la organización ucraniana de mayor influencia, y extendió sus actividades clandestinas a las zonas de Ucrania ocupadas por la Unión Soviética. Los representantes de la OUN establecieron contactos políticos en Gran Bretaña, Italia, Alemania, España, Lituania, y organizaron servicios de información en varios países.
En 1938, los servicios secretos soviéticos del NKVD asesinaron en Holanda a su líder Yevguén Konovalets, y la OUN se dividió en dos fracciones rivales: la OUN(b) liderada por Stepán Bandera, y la OUN(m) dirigida por Andriy Mélnik. El 25 de febrero de 1941, voluntarios de la OUN(b) integraron los batallones Nachtigall y Roland como legión ucraniana del ejército alemán, con el objetivo de atacar a la Unión Soviética. Tras la Operación Barbarroja, en junio y julio de 1941 el batallón Nachtigall, la policía y civiles ucranianos participaron activamente en los pogromos en Leópolis y otras ciudades, en los cuales fueron asesinados entre 4 mil y 8 mil judíos.
El 30 de junio de 1941, aprovechando la invasión de la URSS por Alemania, la OUN(b) proclama en Leópolis la independencia de Ucrania. La proclama publicada decía en su punto 3 que Ucrania «trabajará en estrecha colaboración con la Gran Alemania Nacional-Socialista, bajo el liderazgo de su líder Adolf Hitler, que está formando un nuevo orden en Europa y en el mundo y está ayudando al pueblo ucraniano a liberarse de la ocupación moscovita». Los alemanes rechazaron la declaración de independencia e inmediatamente arrestaron a su líder Bandera y lo mantuvieron encarcelado en el campo de concentración de Sachsenhausen hasta septiembre de 1944.

#### UPA
El Ejército Insurgente Ucraniano fue una guerrilla surgida durante la Segunda Guerra Mundial. Se fundó el 14 de octubre de 1942 en Volinia. El UPA era la rama militar de la Organización de Nacionalistas Ucranianos. La meta principal del UPA era alcanzar la independencia de Ucrania. Entre 1943 y 1950 su jefe fue el general Román Shujévych y su líder político fue Stepán Bandera. Durante la Segunda Guerra Mundial lucharon contra los polacos, contra las fuerzas de ocupación de la Alemania nazi, contra la URSS y siguieron con sabotajes una vez derrotadas las fuerzas alemanas contra el NKVD y el Ejército Rojo.
En 1944, eran más de 20.000 hombres.